# Roe II Triplane
El Roe II Triplane, a veces conocido como Mercury, fue uno de los primeros aviones británicos y el primer producto de la compañía Avro.

## Diseño y desarrollo
Fue diseñado por Alliott Verdon Roe como un desarrollo reforzado de su Roe I Triplane de madera y papel. Siendo de tamaño aproximado, fue equipado con un motor Green de 35 hp, de cuatro cilindros y refrigerado por agua, que movía una hélice bipala de abedul de paso ajustable. Para la refrigeración, se instalaron dos radiadores en espiral en los laterales y al ras del fuselaje. El triplano poseía una estructura superior a la de sus predecesores, con soportes y largueros de abeto plateado, y fuselaje de sección triangular de fresno recubierto de tela Pegamoid. El control de cabeceo se mejoró pivotando toda la cola triplano y uniéndola al sistema de incidencia variable de las alas, siendo el arco de movimiento de 4 a 11 grados.
Se construyeron dos ejemplares, uno como máquina de exhibición para la nueva firma de Roe, y un segundo, vendido a W. G. Windham, fabricante de cuerpos de automóvil en Clapham Junction.
El vuelo más largo registrado realizado por el Roe II Triplane fue de 180 m (600 pies).

## Especificaciones
Referencia datos: Jackson 1990 p.11

### Características generales
- Tripulación: Uno (piloto)
- Longitud: 7 m (23 ft)
- Envergadura: 7,9 m (25,9 ft)
- Altura: 2,7 m (8,9 ft)
- Superficie alar: 26 m² (279,9 ft²)
- Peso cargado: 249 kg (548,8 lb)
- Planta motriz: 1× motor lineal de cuatro cilindros refrigerado por agua Green C.4.
  - Potencia: 26 kW (36 HP; 35 CV)
- Hélices: Bipala

### Rendimiento
- Velocidad máxima operativa (Vno): 72 km/h (45 MPH; 39 kt)

## Aeronaves relacionadas

### Desarrollos relacionados
- Roe I Triplane

### Secuencias de designación
- Secuencia Romana (interna de Avro): I Biplane - I Triplane - II Triplane - III Triplane - IV Triplane